# Maîtrise technologique
 (avril 2025).
La maîtrise technologique (ou littératie technologique) désigne la capacité à utiliser, de gérer, de comprendre et d'avoir accès à la technologie. La maîtrise technologique est liée à la maîtrise numérique dans la mesure où lorsqu'un individu est compétent à utiliser des ordinateurs et d'autres appareils numériques pour accéder à Internet, la maîtrise numérique lui permet d’utiliser le Web pour rechercher, consulter, créer et exploiter des informations via diverses plateformes numériques telles que les navigateurs Web, les bases de données, les journaux en ligne, les magazines, les journaux, les blogs et les sites des réseaux sociaux.

## L'UNESCO et la maîtrise technologique
L’UNESCO (Organisation des Nations Unies pour l’Education, la Science et la Culture) œuvre à promouvoir la maîtrise technologique chez les élèves à travers le monde, en encourageant l’intégration de la technologie dans tous les aspects de l’enseignement. Plus les étudiants se familiarisent non seulement avec l’apprentissage de la technologie mais aussi avec l’apprentissage avec la technologie, plus ils seront préparés à utiliser la technologie pour améliorer leur vie.
Un module entier de leur publication de 2011 intitulée Cadre de Compétences TIC pour les Enseignants est consacré sur la maîtrise technologique en classe. Cette publication a été mise à jour en 2018 afin de refléter l’évolution des compétences en TIC ( Technologies de l’Information et de la Communication). Ce cadre a été utilisé à l’échelle mondiale pour orienter les politiques éducatives en matière de TIC, définir les standards pour les enseignants, élaborer des critères d’évaluation, concevoir des programmes scolaires et développer du matériel pédagogique. Un point important de la publication mise à jour montre comment le module sur la maîtrise technologique a été mis en pratique dans un programme d'études sur les TIC dans l'éducation pour un baccalauréat d'une université d'Amérique Latine et des Caraïbes, ainsi qu’un diplôme d’associé proposé par des établissements locaux de formation des enseignants. La maîtrise technologique constitue l’axe principal de ce diplôme d’associé ainsi que des deux premières années du programme de lisence en éducation. Certaines des compétences et connaissances enseignées dans le programme portent sur comment faire fonctionner le matériel des ordinateurs, l'apprentissage du vocabulaire et du fonctionnement des composants matériels et des périphériques (ex: ordinateurs portables, imprimantes, stockage) ainsi que le dépannage si un ordinateur ne fonctionne pas. Tout cela permet de surmonter l’appréhension ou la peur d’utiliser la technologie. Un autre sujet d'intérêt est le traitement de texte, qui comprend le fonctionnement d'un traitement de texte, en quoi il diffère d'une machine à écrire, comment utiliser un logiciel de traitement de texte sur un ordinateur, comment formater des documents et comment vérifier la grammaire et l'orthographe.
En 2016, l’UNESCO a précisé de quelle manière les enseignants peuvent démontrer leur maîtrise technologique dans le cadre de l’enseignement des TIC en classe. Il est attendu que les enseignants:
- décrire et démontrer les tâches et utilisations de base des traitements de texte, telles que la saisie de texte, l'édition de texte, la mise en forme de texte et l'impression, décrire et démontrer le but et les fonctionnalités de base des logiciels de présentation et d'autres ressources numériques.
- décrire l’objectif et le fonctionnement de base d’un logiciel graphique, et utiliser un logiciel de ce type pour créer une représentation visuelle simple.
- décrire Internet et le World Wide Web, élaborer leurs utilisations, décrire le fonctionnement d'un navigateur et utiliser une URL pour accéder à un site Web, utiliser un moteur de recherche.
- créer un compte de messagerie électronique et l'utiliser pour une série continue de correspondances par courrier électronique, utiliser des technologies de communication et de collaboration courantes, telles que le courrier électronique, la messagerie texte, la video conférence, ainsi que les web plateformes sociales et collaboratives en ligne.
- utiliser un logiciel de gestion en réseau pour enregistrer les présences, soumettre les notes et tenir à jour les dossiers des élèves.
- identifier des logiciels prêts à l'emploi, des tutoriels, des exercices d’entraînement, et des ressources web, en évaluer la pertinence et l’exactitude par rapport aux programmes scolaires  et les adapter aux besoins spécifiques des élèves[4].

Le 9 mai 2019, le Bureau de l'UNESCO au Caire a lancé un projet de littératie technologique destiné à enseigner les compétences fondamentales en lecture et en écriture, les aptitudes à la vie quotidienne, ainsi que l’autonomisation juridique à 150 à 200 femmes analphabètes âgées de 15 à 35 ans vivant dans le gouvernorat de Gizeh.

## Sources
Cet article intègre du contenu sous licence libre.  Licence sous CC BY-SA 3.0 IGO. Texte tiré de UNESCO Office Bangkok and Regional Bureau for Education in Asia and the Pacific, UNESCO. UNESCO Digital Library.  
 Cet article intègre du contenu sous licence libre.  Licence sous CC BY-SA 3.0 IGO. Texte tiré de UNESCO Office Bangkok and Regional Bureau for Education in Asia and the Pacific, UNESCO. UNESCO Digital Library.  